# Hannerup Sogn
Hannerup Sogn ist eine Kirchspielsgemeinde (dän.: Sogn) im südlichen Dänemark. Bis 1970 gehörte sie zur Harde Elbo Herred im damaligen Vejle Amt, danach zur Fredericia Kommune im erweiterten Vejle Amt, die im Zuge der  Kommunalreform zum 1. Januar 2007 Teil der Region Syddanmark geworden ist.
Von den 41.243 Einwohnern von Fredericia leben 9527 im Kirchspiel Hannerup (Stand:1. Januar 2023). Im Kirchspiel liegt die Kirche „Hannerup Kirke“.
Nachbargemeinden sind im Nordwesten Bredstrup Sogn, im Nordosten Christians Sogn, im Osten Sankt Michaelis Sogn und im Süden Lynd Sogn und Erritsø Sogn.